# Mihin Lanka
Mihin Lanka – lankijska tania linia lotnicza z siedzibą w Kolombo. Głównym węzłem jest port lotniczy Kolombo.